# 露丝·L·克什斯坦
露丝·L·克什斯坦（1926年10月12日—2009年10月6日）是一位美国病理学家，1974年9月至1993年7月国立卫生研究院（NIH）下辖的国家普通医学研究所（NIGMS）所长，1993年和2000至2002年两度担任NIH的代理院长。